# کاساس د کاستانیار
کاساس د کاستانیار (به اسپانیایی: Casas del Castañar) یک منطقهٔ مسکونی در اسپانیا است که در استان کاسرس واقع شده‌است. کاساس د کاستانیار ۲۵ کیلومتر مربع مساحت دارد ۶۷۵ متر بالاتر از سطح دریا واقع شده‌است.